# كريستيان إرنست وايس
كريستيان إرنست وايس (بالألمانية: Christian Ernst Weiß)‏ هو جيولوجي ألماني، ولد في 12 مايو 1833 في آيلنبورغ في ألمانيا، وتوفي في 4 يوليو 1890 في شكويديتس في ألمانيا.